# Hjvb 232 Isbjörn
Hjvb 232 Isbjörn var en svenskbyggd vedettbåt som sjösattes 1894 och sjönk 1944 under andra världskriget.

## Historik
Isbjörn byggdes 1894 i Torskog till Norrköpings Bogser AB. En dag i oktober 1913 skulle Isbjörn med fyra pråmar på släp söka skydd vid Älvsnabben för storm och tjocka. Under ankringsarbetet föll en man överbord och drunknade. Trettondagen 1930 bogserade Isbjörn in ångaren Carlsholm av Göteborg till kaj i Norrköping. Därvid sögs Isbjörn in under valvet på Carlsholm, vars propeller slog upp ett stort hål i Isbjörns skrov. Bogseraren fördes in mot grunt vatten och sjönk med förskeppet till nio fot. Isbjörn blev sedan bärgad och reparerad. 1937 fick hon en ny ångpanna och maskin från skärgårdsbåten Östhammar II. Från 1939 var Isbjörn "inkallad" i flottan som Hjälpvedettbåt 232.

## Förlisningen
Isbjörn 232 gick vid middagstid den 24 mars 1944 ut mot Hävringe för patrullering där hon mötte Hjälpvedettbåten 235, vilken meddelade att vädret var för hårt för att fortsätta. Det blåste nordostlig storm med snöbyar. 232 vände då tillbaka in till Oxelösund. Vid 16-tiden bedömdes vädret bättre. Klockan 16:45 iakttogs från Hävringe lotsplats att 232 gjorde en babordsgir, varvid båten fick slagsida, girade ytterligare babord samt kantrade efter någon minut, varvid samtidigt kraftig ångutveckling observerades. Lotsbåten från Hävringe gick omedelbart ut mot olycksplatsen. Man fann flytande på en frälsarkrans en stelfrusen fartygschef som kunde räddas. Omedelbart efter att han tagits ombord påträffades ytterligare tre man i vattnet, vilka efter ett ansträngande arbete togs ombord. Efter ytterligare sökande satte man kurs mot land. Under tiden gjordes upplivningsförsök med furir Förberg utan resultat. Av Hjvb 232:s besättning på tio man omkom sju.